# Montowty
Montowty (biał. Монтаўты; ros. Монтовты) – wieś na Białorusi, w obwodzie grodzieńskim, w rejonie świsłockim, w sielsowiecie Świsłocz.
W pobliżu znajduje się przystanek kolejowy Montowty, położony na linii Andrzejewicze – Świsłocz.

## Historia
W XIX i w początkach XX w. położone były w Rosji, w guberni grodzieńskiej, w powiecie wołkowyskim, w gminie Mścibów.
W dwudziestoleciu międzywojennym leżały w Polsce, w województwie białostockim, w powiecie wołkowyskim, w gminie Mścibów. W 1921 miejscowość liczyła 293 mieszkańców, zamieszkałych w 57 budynkach, w tym 287 Polaków i 6 Białorusinów. 287 mieszkańców było wyznania rzymskokatolickiego i 6 prawosławnego.
Po II wojnie światowej w granicach Związku Sowieckiego. Od 1991 w niepodległej Białorusi.